# Neuf Parfaits Étrangers
Neuf Parfaits Étrangers (paru en anglais sous le titre Nine Perfect Strangers) est un roman de 2018 de l'auteure australienne Liane Moriarty. Il a été publié le 6 novembre 2018. C'est un best-seller New York Times.
En 2021, le roman est adapté en mini-série diffusée sur la plateforme Hulu, sous le même nom, Nine Perfect Strangers.

## Synopsis
Neuf Australiens de différents horizons assistent à une onéreuse retraite spirituelle de 10 jours destinée à la transformation totale de l'esprit et du corps (développement personnel), dans un endroit appelé la maison Tranquillum, dirigée par une mystérieuse femme russe nommée Masha.

## Personnages

### Personnel de la maison Tranquillum
- Masha, la femme russe qui dirige la maison Tranquillum
- Yao et Delilah, ses employés dévoués

### Les neuf étrangers
- Frances, une romancière
- Tony, une ancienne star du football australien
- Jessica, femme de Ben obsédée par la chirurgie plastique
- Ben, le mari de Jessica, un gagnant de loterie, obsédé par les voitures
- Carmel, mère célibataire de quatre enfants, laissée par son mari pour une femme plus jeune
- Lars, un avocat spécialisé dans le divorce en spa
- Heather et Napoléon, un couple marié qui a perdu un fils, Zach
- Zoé la fille d'Heather et Napoléon et la jumelle de Zach, âgée de 20 ans

## Accueil
Le livre reçoit des critiques mitigées. Patty Rhule de USA Today a attribué au livre deux étoiles sur quatre et a déclaré que « cela ne correspond pas à ses livres précédents captivants ». Plus précisément, elle a critiqué le livre pour avoir consacré trop de pages au développement du personnage. Alors que Lisa Scottoline du New York Times a déclaré que tous les personnages sont « pleinement réalisés, avec des vies, des relations et des motivations convaincantes » et que le roman est « stimulant, mais jamais pédant » car il « soulève des questions fascinantes sur notre quête incessante d'amélioration de soi ».
C'était le finaliste des Goodreads Choice Awards 2018 : meilleure fiction.

## Adaptation télévisuelle
En janvier 2020, il a été annoncé que le roman serait adapté en série télévisée, dont la première sur Hulu en 2021. La série sera co-écrite par David Edward Kelley, John-Henry Butterworth et Samantha Strauss et mettra en vedette Nicole Kidman dans le rôle de Masha et Melissa McCarthy dans le rôle de Frances. Le 27 mai 2020, Manny Jacinto  a été choisi dans le rôle de Yao.
Il a également été annoncé que Luke Evans a été choisi pour le rôle de Lars et Melvin Gregg pour celui de Ben,. Le casting comprend également Samara Weaving (Jessica), Asher Keddie, Grace Van Patten (Zoe), Tiffany Boone  (Delilah), Michael Shannon (Napoléon), Regina Hall  (Carmel) et Bobby Cannavale (Tony). La série est réalisée par Jonathan Levine. Le tournage a commencé en août 2020, à Byron Bay, en Australie,.